# مطار باوتو دونغي
مطار باوتو دونغي (إياتا: BAV، إيكاو: ZBOW) يقع في مدينة باوتو في جمهورية الصين الشعبية. صنف مطار باوتو دونغي في المرتبة الخمسون في الصين من حيث عدد الركاب عام 2011 وفقًا لإدارة الطيران المدني في الصين، حيث تعامل مع 1,345,598 راكب، وبلغ إجمالي حركة الطائرات (القادمة والمغادرة) 11,261 طائرة وقد بلغت كمية البضائع المنقولة عبر المطار 7,492 طن.

## شركات الطيران والوجهات
| شركـات طيـران          | الوجهات |
| ---------------------- | --- |
| طيران الصين            | مطار بكين العاصمة الدولي، مطار ووهان تيانهي الدولي |
| Chengdu Airlines       | مطار تشنغدو تيانفو الدولي، مطار شنيانغ تاوكسيان الدولي |
| خطوط شرق الصين الجوية  | مطار نانجينغ الدولي، مطار نينغبو ليش الدولي (تبدأ في 15 يوليو 2023)، مطار شيان شيانيانغ الدولي |
| طيران الصين اكسبرس     | مطار تشانغشا هوانغوا الدولي، مطار تشنغدو تيانفو الدولي، مطار تشيفنغ يولونغ، مطار تشونغتشينغ جيانغبى الدولي، مطار قوييانغ لونغدونغابو الدولي، مطار هامي، مطار هانغتشو شياوشان الدولي، مطار نانتشانغ تشانغبى الدولي، مطار قوزهو، مطار شيجياتشوانغ تشنغدينغ الدولي، مطار تاييوان وسو الدولي، مطار تيانجين الدولي، مطار تونغلياو، مطار أولانهوت، Wuhu، مطار شيلينهوت، مطار شينينغ الدولي، مطار تشنغتشو الدولي |
| خطوط جنوب الصين الجوية | مطار داليان تشوشويزي الدولي، مطار قوانغتشو باييون الدولي، مطار شنيانغ تاوكسيان الدولي، مطار أورومتشي الدولي، مطار تشنغتشو الدولي |
| China United Airlines  | مطار شيجياتشوانغ تشنغدينغ الدولي |
| Donghai Airlines       | مطار حيفي شينكياو الدولي، مطار شينزين باوان الدولي، مطار تشنغتشو الدولي، مطار تشوهاى جينوان |
| خطوط هاينان الجوية     | مطار هايكو ميلان الدولي، مطار شيجياتشوانغ تشنغدينغ الدولي |
| Qingdao Airlines       | مطار لانتشو تشونغ تشوان، مطار غينغادو جياودونغ الدولي |
| Ruili Airlines         | مطار كونمينغ جانغشوي الدولي، مطار تيانجين الدولي، مطار سنن شوفانغ الدولي |
| خطوط شاندونغ الجوية    | مطار تاييوان وسو الدولي، مطار شيامن قاوتشي الدولي |
| خطوط شانغهاي الجوية    | مطار شانغهاي بودنغ الدولي |
| سبرينغ (شركة طيران)    | مطار شانغهاي بودنغ الدولي، مطار شيجياتشوانغ تشنغدينغ الدولي |
| خطوط تيانجين الجوية    | مطار تشيفنغ يولونغ، مطار داليان تشوشويزي الدولي، مطار هايلار دونغشان، مطار تونغلياو، مطار شيان شيانيانغ الدولي، مطار شيلينهوت |